# Melobesia leptura
Melobesia leptura Foslie, 1906  é o nome botânico  de uma espécie de algas vermelhas  pluricelulares do gênero Melobesia, subfamília Melobesioideae.
- São algas marinhas encontradas na Austrália, Nova Zelândia e Antárctica.

## Sinonímia
- Não apresenta sinônimos.